# 東京ミズマチ

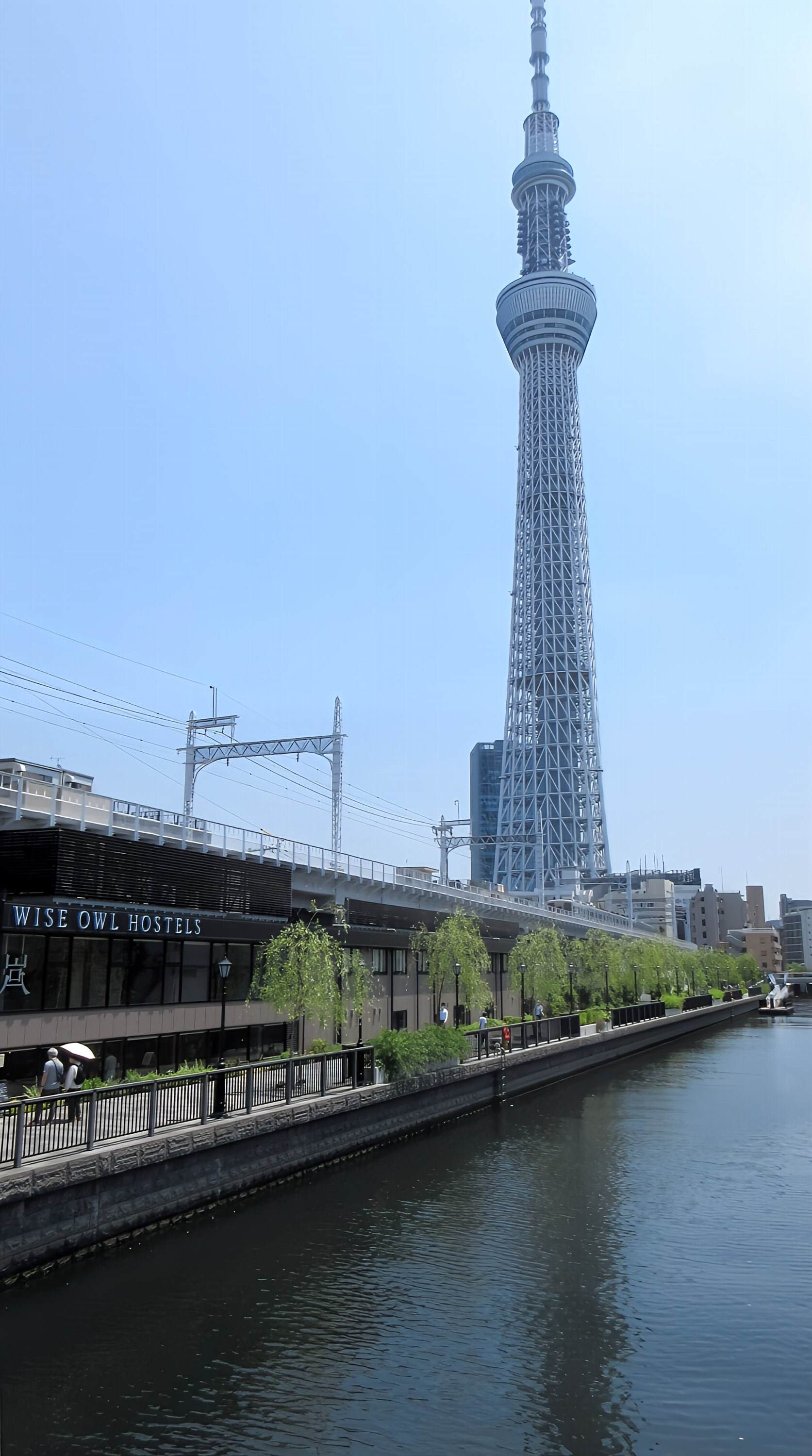
東京ミズマチと東京スカイツリー

東京ミズマチ（とうきょうミズマチ）は、東京都墨田区にある商業施設。
2020年4月に開業予定だったが、延期され2020年6月18日にオープンした。浅草駅 - とうきょうスカイツリー駅間の東武スカイツリーライン高架下に位置する鉄道高架下複合商業施設で、隅田公園に隣接し、北十間川のほとりにある。
東京ミズマチという名前は、東京スカイツリーのふもとにある商業施設「東京ソラマチ」に合わせて名付けられている。
イーストゾーンの周辺には大横川親水公園があり、ウエストゾーンの周辺には墨田区役所、アサヒビールタワー、スーパードライ・ホール、隅田川などがある。

## 所在
- 東京都墨田区向島1丁目

## ショップリスト

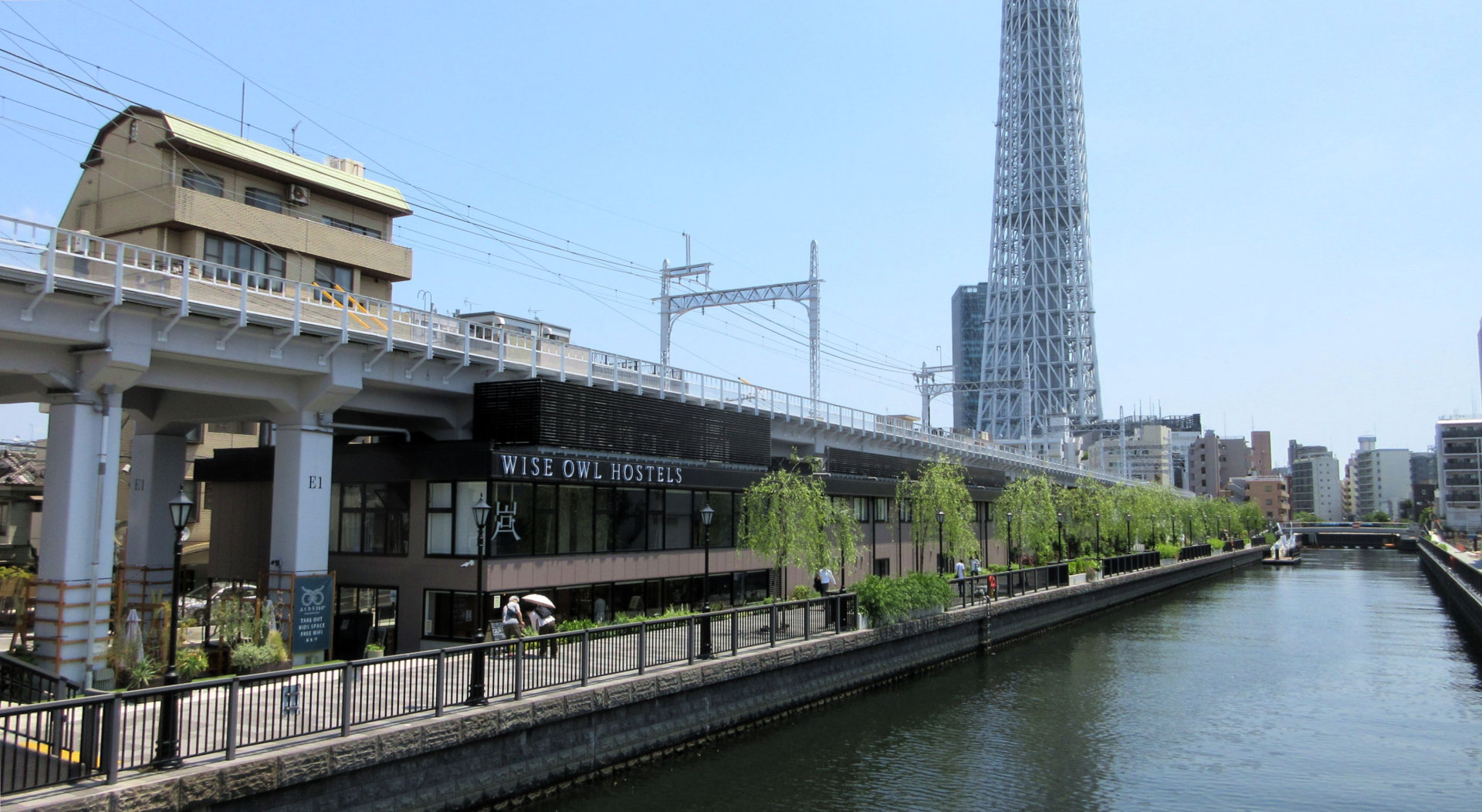
イーストゾーン(北十間川沿い)

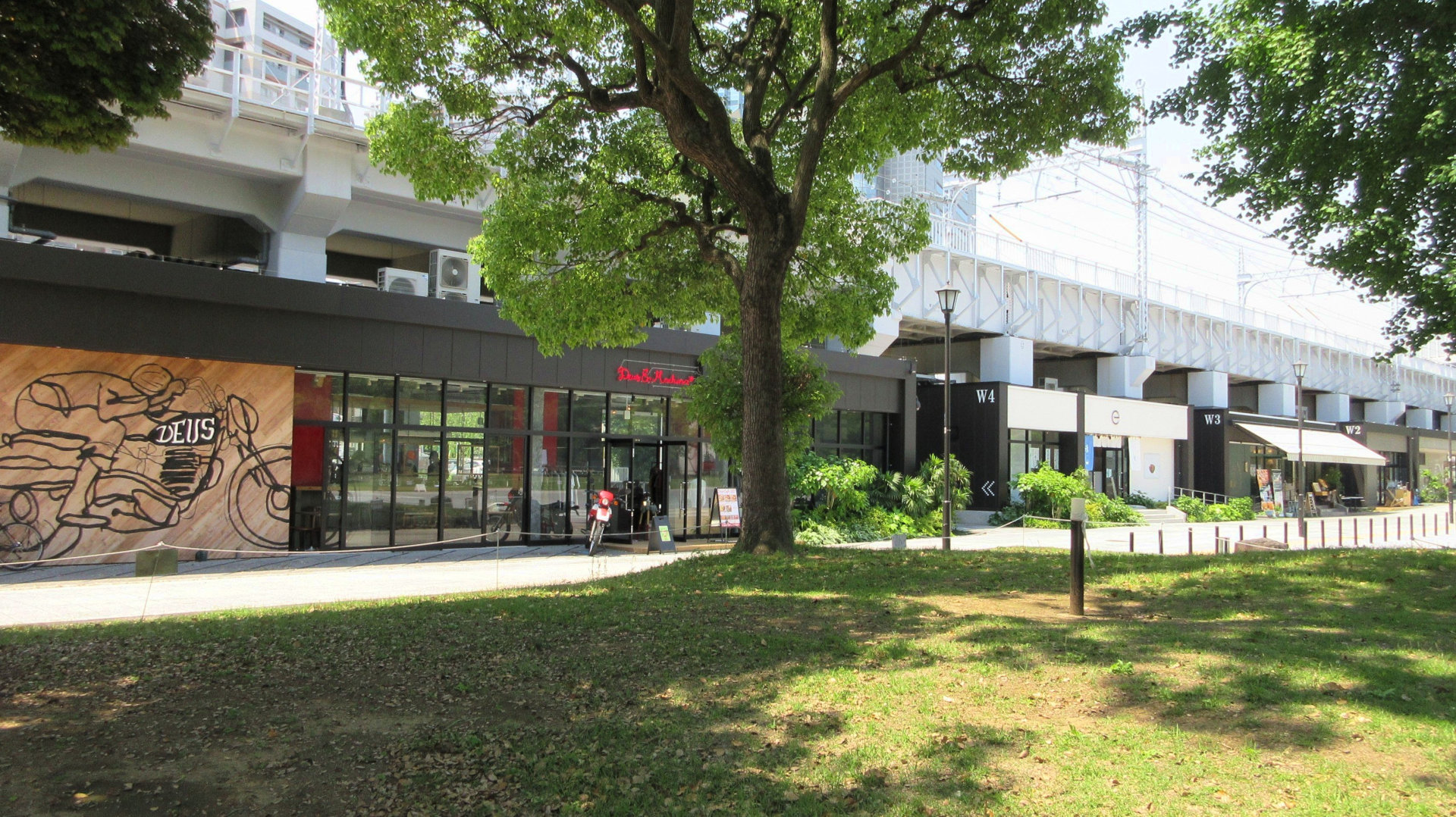
ウェストゾーン(隅田公園側)

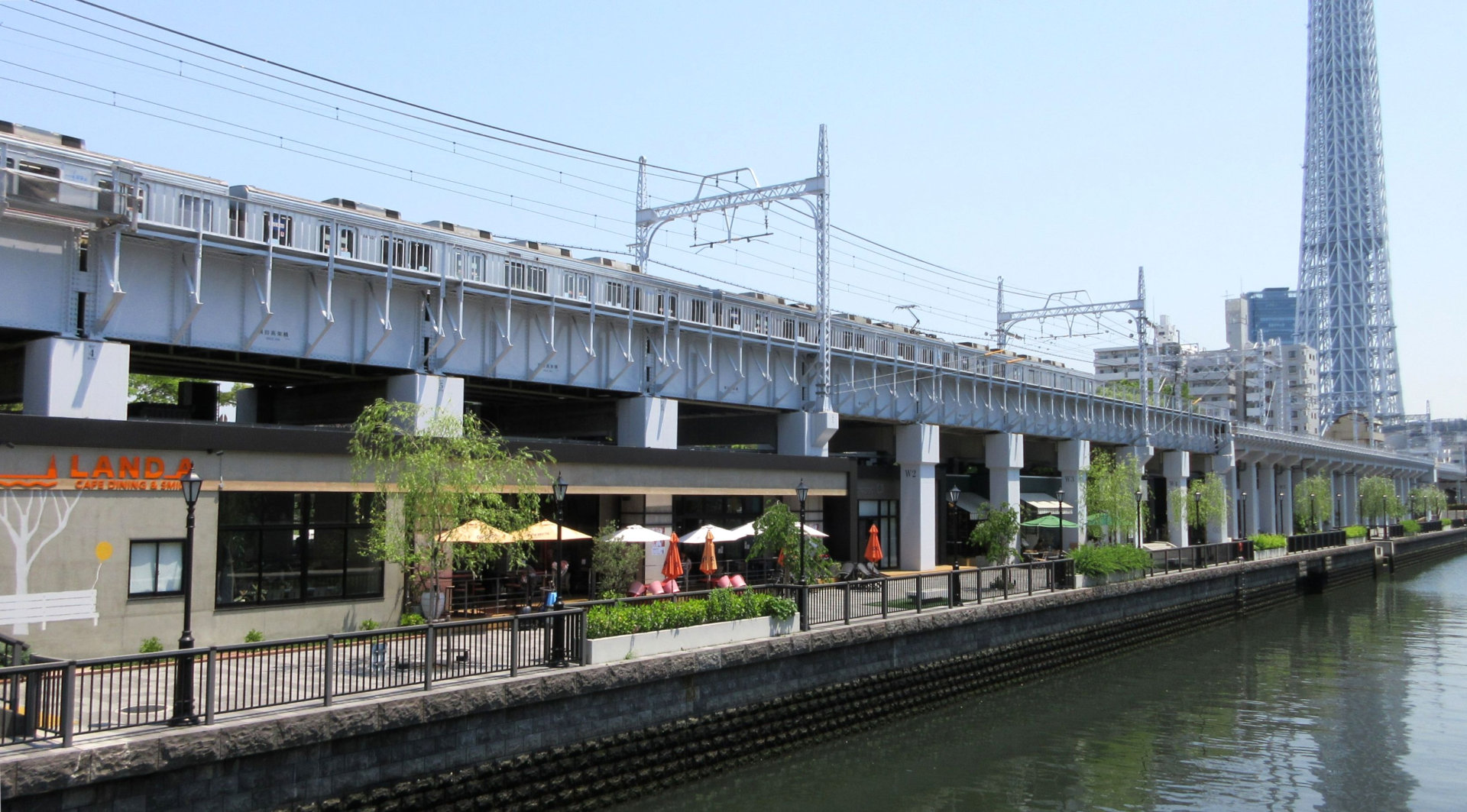
ウェストゾーン(北十間川沿い)

### イーストゾーン
- E01 WISE OWL HOSTELS RIVER TOKYO
- E02 ファミリーマート
- E03 すみずみ
- E04 WASH&FOLD
- E06 shake tree DINER
- E07 LATTEST SPORTS

### ウエストゾーン
- W01 LAND_A
- W02 KONCENT
- W03 Jack's Wife Freda
- W04 いちや
- W05 DEUS EX MACHINA ASAKUSA
- W07 むうや

## 開門時間
7:00 - 22:00 (年中無休)

## アクセス
- 東武伊勢崎線（東武スカイツリーライン）「浅草駅」北口よりすみだリバーウォークを渡って徒歩5分
- 都営地下鉄浅草線 「本所吾妻橋駅」A3出口より徒歩4分
- 東京メトロ銀座線 「浅草駅」5番出口よりすみだリバーウォークを渡って徒歩7分
- 都営地下鉄浅草線 「浅草駅」A5出口よりすみだリバーウォークを渡って徒歩9分[5]